# لوسيان فيكتور
لوسيان فيكتور هو دراج بلجيكي، ولد في 28 يونيو 1931 في روسلاريه في بلجيكا، وتوفي في 17 سبتمبر 1995 في سيدا (فرنسا) في فرنسا.

## وصلات خارجية
- لوسيان فيكتور على موقع أرشيف الدراجات (الإنجليزية)
- لوسيان فيكتور على موقع إحصائيات الدراجات الإحترافية (الإنجليزية)
- لوسيان فيكتور على موقع أوليمبيديا (الإنجليزية)